# Sezonul de Formula 1 din 1962
Sezonul de Formula 1 din 1962 a fost cel de-al 16-lea sezon al curselor auto de Formula 1 FIA. A inclus cea de-a 13-a ediție a Campionatului Mondial al Piloților, și a 5-a ediție a Cupei Internaționale pentru Constructorii de F1. Sezonul a fost disputat pe parcursul a nouă curse, începând cu Marele Premiu al Țărilor de Jos pe 20 mai și terminându-se cu Marele Premiu al Africii de Sud pe 29 decembrie. În 1962 s-au desfășurat și multe alte curse care nu au făcut parte din campionat.
Ferrari a început bine anul, cu Phil Hill pe locul doi în campionat după ce a urcat pe podium în primele trei curse. Cu toate acestea, diferențele de personalitate, pierderea majorității echipei de inginerie în 1961 și o grevă industrială prelungită l-au determinat pe Enzo Ferrari să-și retragă echipa din ultimele două curse ale sezonului. BRM a ieșit în cele din urmă câștigătoare, Graham Hill luând titlul după o luptă lungă cu revoluționarul monopost Lotus 25 condus de Jim Clark. Dan Gurney i-a oferit lui Porsche singura lor victorie de Grand Prix la Rouen, iar Cooper a câștigat ultima lor cursă până în 1966. Lola a făcut prima dintre incursiunile sporadice în cursele de Grand Prix, iar Jack Brabham și-a creat propria echipă, obținând primele puncte cu mașina sa. Stirling Moss, considerat în general cel mai mare pilot care nu a câștigat niciodată campionatul și unul dintre cei mai mari piloți din sporturile cu motor, urma să conducă pentru Ferrari în acest sezon, însă a suferit un accident puternic într-o cursă de extrasezon la Goodwood și nu a mai concurat niciodată în Formula 1 din nou. Ricardo Rodríguez, în vârstă de 20 de ani și 123 de zile, a devenit cel mai tânăr pilot care a marcat puncte de campionat, cu locul al patrulea în Belgia, un record care a rămas timp de 38 de ani până când Jenson Button, în vârstă de 20 de ani și 67 de zile, l-a doborât la Marele Premiu al Braziliei din 2000.
Doi piloți au decedat în acest sezon: mexicanul Ricardo Rodríguez în timpul Marelui Premiu al Mexicului, o cursă non-campionat, pe circuitul Mixhuca, și remarcatul pilot rhodesian de motociclete, Gary Hocking, în timpul unei curse non-campionat de pe circuitul Westmead din Africa de Sud.

## Piloții și echipele înscrise în campionat
Următorii piloți și constructori au participat în Campionatul Mondial al Piloților din 1962 și în Cupa Internațională a Constructorilor de F1 din 1962. Toate echipele au concurat cu pneurile furnizate de Dunlop.
| Imagine     | Concurent                   | Constructor | Motor                                   | Șasiu       | Piloți             | Piloți    |
| ----------- | --------------------------- | ----------- | --------------------------------------- | ----------- | ------------------ | --------- |
| Imagine     | Concurent                   | Constructor | Motor                                   | Șasiu       | Numele pilotului   | Etape     |
| Brabham BT3 | Brabham Racing Organisation | Brabham     | Climax FWMV 1,5 V8                      | BT3         | Jack Brabham       | 6, 8–9    |
| BRM P57     | Owen Racing Organisation    | BRM         | BRM P56 1,5 V8                          | P57 P48/57  | Graham Hill        | Toate     |
| BRM P57     | Owen Racing Organisation    | BRM         | BRM P56 1,5 V8                          | P57 P48/57  | Richie Ginther     | Toate     |
| BRM P57     | Owen Racing Organisation    | BRM         | BRM P56 1,5 V8                          | P57 P48/57  | Bruce Johnstone    | 9         |
| Cooper T60  | Cooper Car Company          | Cooper      | Climax FWMV 1,5 V8 Climax FPF 1,5 L4    | T60 T55 T53 | Bruce McLaren      | Toate     |
| Cooper T60  | Cooper Car Company          | Cooper      | Climax FWMV 1,5 V8 Climax FPF 1,5 L4    | T60 T55 T53 | Tony Maggs         | Toate     |
| Cooper T60  | Cooper Car Company          | Cooper      | Climax FWMV 1,5 V8 Climax FPF 1,5 L4    | T60 T55 T53 | Timmy Mayer        | 8         |
|             | Scuderia de Tomaso          | De Tomaso   | De Tomaso 1,5 F8                        | 801         | Nasif Estéfano     | 7         |
|             | Emeryson Cars               | Emeryson    | Climax FPF 1,5 L4                       | 61          | Tony Settember     | 5, 7      |
|             | Equipe Nationale Belge      | ENB         | Maserati Tipo 6 1,5 L4                  | F1          | Lucien Bianchi     | 6         |
| Ferrari 156 | Scuderia Ferrari SpA SEFAC  | Ferrari     | Ferrari 178 1,5 V6                      | 156         | Phil Hill          | 1–3, 5–7  |
| Ferrari 156 | Scuderia Ferrari SpA SEFAC  | Ferrari     | Ferrari 178 1,5 V6                      | 156         | Giancarlo Baghetti | 1, 3, 6–7 |
| Ferrari 156 | Scuderia Ferrari SpA SEFAC  | Ferrari     | Ferrari 178 1,5 V6                      | 156         | Ricardo Rodríguez  | 1–3, 6–7  |
| Ferrari 156 | Scuderia Ferrari SpA SEFAC  | Ferrari     | Ferrari 178 1,5 V6                      | 156         | Lorenzo Bandini    | 2, 6–7    |
| Ferrari 156 | Scuderia Ferrari SpA SEFAC  | Ferrari     | Ferrari 178 1,5 V6                      | 156         | Willy Mairesse     | 2–3, 7    |
|             | Gilby Engineering           | Gilby       | BRM P56 1,5 V8                          | 62          | Keith Greene       | 6–7       |
| LDS Mk 1    | Otelle Nucci                | LDS         | Alfa Romeo Giulietta 1,5 L4             | Mk 1        | Doug Serrurier     | 9         |
| Lola Mk4    | Bowmaker-Yeoman Racing Team | Lola        | Climax FWMV 1,5 V8                      | Mk4         | John Surtees       | Toate     |
| Lola Mk4    | Bowmaker-Yeoman Racing Team | Lola        | Climax FWMV 1,5 V8                      | Mk4         | Roy Salvadori      | 1–2, 4–9  |
| Lotus 25    | Team Lotus                  | Lotus       | Climax FWMV 1,5 V8                      | 25 24       | Jim Clark          | Toate     |
| Lotus 25    | Team Lotus                  | Lotus       | Climax FWMV 1,5 V8                      | 25 24       | Trevor Taylor      | Toate     |
| Porsche 804 | Porsche System Engineering  | Porsche     | Porsche 753 1,5 F8 Porsche 547/3 1,5 F4 | 804 718     | Jo Bonnier         | 1–2, 4–8  |
| Porsche 804 | Porsche System Engineering  | Porsche     | Porsche 753 1,5 F8 Porsche 547/3 1,5 F4 | 804 718     | Dan Gurney         | 1–2, 4–8  |
| Porsche 804 | Porsche System Engineering  | Porsche     | Porsche 753 1,5 F8 Porsche 547/3 1,5 F4 | 804 718     | Phil Hill          | 8         |

Echipele private care nu și-au construit propriul șasiu și au folosit șasiurile constructorilor existenți sunt arătate mai jos.
| Concurent                                  | Constructor afiliat | Motor                                | Șasiu    | Piloți                  | Piloți   |
| ------------------------------------------ | ------------------- | ------------------------------------ | -------- | ----------------------- | -------- |
| Concurent                                  | Constructor afiliat | Motor                                | Șasiu    | Numele pilotului        | Etape    |
| Brabham Racing Organisation                | Lotus               | Climax FWMV 1,5 V8                   | 24       | Jack Brabham            | 1–5      |
| UDT Laystall Racing Team                   | Lotus               | Climax FWMV 1,5 V8 Climax FPF 1,5 L4 | 24 18/21 | Innes Ireland           | 1–5, 7–9 |
| UDT Laystall Racing Team                   | Lotus               | Climax FWMV 1,5 V8 Climax FPF 1,5 L4 | 24 18/21 | Masten Gregory          | 1, 5     |
| UDT Laystall Racing Team                   | Lotus               | BRM P56 1,5 V8                       | 24       | Masten Gregory          | 2–4, 7–8 |
| Ecurie Maarsbergen                         | Porsche             | Porsche 547/3 1,5 F4                 | 718 787  | Carel Godin de Beaufort | Toate    |
| Ecurie Maarsbergen                         | Porsche             | Porsche 547/3 1,5 F4                 | 718 787  | Ben Pon                 | 1        |
| Ecurie Maarsbergen                         | Emeryson            | Climax FPF 1,5 L4                    | 61       | Wolfgang Seidel         | 1        |
| Ecurie Galloise                            | Cooper              | Climax FPF 1,5 L4                    | T53      | Jackie Lewis            | 1, 4–6   |
| Ecurie Galloise                            | BRM                 | BRM P56 1,5 V8                       | P48/57   | Jackie Lewis            | 2        |
| R.R.C. Walker Racing Team                  | Lotus               | Climax FWMV 1,5 V8                   | 24       | Maurice Trintignant     | 2–4, 6–8 |
| Ecurie Nationale Suisse Ecurie Filipinetti | Lotus               | Climax FPF 1,5 L4                    | 21       | Jo Siffert              | 2–3, 6   |
| Ecurie Nationale Suisse Ecurie Filipinetti | Lotus               | BRM P56 1,5 V8                       | 24       | Jo Siffert              | 4, 7     |
| Ecurie Nationale Suisse Ecurie Filipinetti | Lotus               | BRM P56 1,5 V8                       | 24       | Heinz Schiller          | 6        |
| Ecurie Nationale Suisse Ecurie Filipinetti | Porsche             | Porsche 547/3 1,5 F4                 | 718      | Heini Walter            | 6        |
| Scuderia SSS Republica di Venezia          | Lotus               | Climax FPF 1,5 L4                    | 18/21 24 | Nino Vaccarella         | 2, 7     |
| Scuderia SSS Republica di Venezia          | Porsche             | Porsche 547/3 1,5 F4                 | 718      | Nino Vaccarella         | 6        |
| Emeryson Cars                              | Lotus               | Climax FPF 1,5 L4                    | 18       | John Campbell-Jones     | 3        |
| Equipe Nationale Belge                     | Lotus               | Climax FPF 1,5 L4                    | 18/21    | Lucien Bianchi          | 3        |
| Autosport Team Wolfgang Seidel             | Lotus               | BRM P56 1,5 V8                       | 24       | Dan Gurney              | 3        |
| Autosport Team Wolfgang Seidel             | Lotus               | BRM P56 1,5 V8                       | 24       | Wolfgang Seidel         | 5–6      |
| Autosport Team Wolfgang Seidel             | Lotus               | BRM P56 1,5 V8                       | 24       | Gunther Seiffert        | 6        |
| Autosport Team Wolfgang Seidel             | Lotus               | BRM P56 1,5 V8                       | 24       | Tony Shelly             | 7        |
| Anglo-American Equipe                      | Cooper              | Climax FPF 1,5 L4                    | T59      | Ian Burgess             | 5–7      |
| Ecurie Excelsior                           | Lotus               | Climax FPF 1,5 L4                    | 18       | Jay Chamberlain         | 5–7      |
| John Dalton                                | Lotus               | Climax FPF 1,5 L4                    | 18/21    | Tony Shelly             | 5–6      |
| Bernard Collomb                            | Cooper              | Climax FPF 1,5 L4                    | T53      | Bernard Collomb         | 6        |
| Scuderia Settecolli                        | De Tomaso           | OSCA 372 1,5 L4                      | F1       | Roberto Lippi           | 7        |
| Gerry Ashmore                              | Lotus               | Climax FPF 1,5 L4                    | 18/21    | Gerry Ashmore           | 7        |
| Scuderia Jolly Club                        | Lotus               | Climax FPF 1,5 L4                    | 18       | Ernesto Prinoth         | 7        |
| Dupont Team Zerex                          | Lotus               | Climax FWMV 1,5 V8                   | 24       | Roger Penske            | 8        |
| Hap Sharp                                  | Cooper              | Climax FPF 1,5 L4                    | T53      | Hap Sharp               | 8        |
| Jim Hall                                   | Lotus               | Climax FPF 1,5 L4                    | 21       | Jim Hall                | 8        |
| John Mecom                                 | Lotus               | Climax FPF 1,5 L4                    | 24       | Rob Schroeder           | 8        |
| Ernie Pieterse                             | Lotus               | Climax FPF 1,5 L4                    | 21       | Ernie Pieterse          | 9        |
| John Love                                  | Cooper              | Climax FPF 1,5 L4                    | T55      | John Love               | 9        |
| Neville Lederle                            | Lotus               | Climax FPF 1,5 L4                    | 21       | Neville Lederle         | 9        |
| Mike Harris                                | Cooper              | Alfa Romeo Giulietta 1,5 L4          | T53      | Mike Harris             | 9        |

## Calendar
Următoarele nouă Mari Premii au avut loc în 1962.
| 1.                                           | 2.                                            | 3.                                     | 4.                                          |
| -------------------------------------------- | --------------------------------------------- | -------------------------------------- | ------------------------------------------- |
| Marele Premiu al Țărilor de Jos 20 mai       | Marele Premiu al Principatului Monaco 3 iunie | Marele Premiu al Belgiei 17 iunie      | Marele Premiu al Franței 8 iulie            |
| Zandvoort (P)                                | Monaco (S)                                    | Spa-Francorchamps (S)                  | Rouen-Les-Essarts (S)                       |
| 5.                                           | 6.                                            | 7.                                     | 8.                                          |
| Marele Premiu al Marii Britanii 21 iulie     | Marele Premiu al Germaniei 5 august           | Marele Premiu al Italiei 16 septembrie | Marele Premiu al Statelor Unite 7 octombrie |
| Aintree (S)                                  | Nürburgring (P)                               | Monza (P)                              | Watkins Glen (P)                            |
| 9.                                           |                                               |                                        |                                             |
| Marele Premiu al Africii de Sud 29 decembrie |                                               |                                        |                                             |
| Prince George (P)                            |                                               |                                        |                                             |
| (P) - pistă; (S) - stradă.                   |                                               |                                        |                                             |

## Rezultate și clasamente

### Marile Premii
| Etapa | Mare Premiu                | Pole position | Cel mai rapid tur | Pilotul câștigător | Constructorul câștigător | Lider | Lider |
| Etapa | Mare Premiu                | Pole position | Cel mai rapid tur | Pilotul câștigător | Constructorul câștigător | Pilot | Dif.  |
| ----- | -------------------------- | ------------- | ----------------- | ------------------ | ------------------------ | ----- | ----- |
| 1     | MP al Țărilor de Jos       | John Surtees  | Bruce McLaren     | Graham Hill        | BRM                      | HIL   | 3     |
| 2     | MP al Principatului Monaco | Jim Clark     | Jim Clark         | Bruce McLaren      | Cooper-Climax            | HIL   | 0     |
| 3     | MP al Belgiei              | Graham Hill   | Jim Clark         | Jim Clark          | Lotus-Climax             | HIL   | 2     |
| 4     | MP al Franței              | Jim Clark     | Graham Hill       | Dan Gurney         | Porsche                  | HIL   | 2     |
| 5     | MP al Marii Britanii       | Jim Clark     | Jim Clark         | Jim Clark          | Lotus-Climax             | HIL   | 1     |
| 6     | MP al Germaniei            | Dan Gurney    | Graham Hill       | Graham Hill        | BRM                      | HIL   | 7     |
| 7     | MP al Italiei              | Jim Clark     | Graham Hill       | Graham Hill        | BRM                      | HIL   | 14    |
| 8     | MP al Statelor Unite       | Jim Clark     | Jim Clark         | Jim Clark          | Lotus-Climax             | HIL   | 9     |
| 9     | MP al Africii de Sud       | Jim Clark     | Jim Clark         | Graham Hill        | BRM                      | HIL   | 12    |

### Clasament Campionatul Mondial al Piloților
Punctele au fost acordate pe o bază de 9–6–4–3–2–1 primilor șase clasați în fiecare cursă. Doar cele mai bune cinci rezultate au fost luate în considerare pentru Campionatul Mondial. FIA nu a acordat o clasificare în campionat acelor piloți care nu au obținut puncte.
| Poz. | Pilot                   | NLD | MCO   | BEL  | FRA | GBR  | DEU | ITA | USA  | ZAF   | Puncte  |
| ---- | ----------------------- | --- | ----- | ---- | --- | ---- | --- | --- | ---- | ----- | ------- |
| 1    | Graham Hill             | 1   | (6)   | (2)P | 9R  | (4)  | 1R  | 1R  | 2    | 1     | 42 (52) |
| 2    | Jim Clark               | 9   | AbP R | 1R   | AbP | 1P R | 4   | AbP | 1P R | AbP R | 30      |
| 3    | Bruce McLaren           | AbR | 1     | Ab   | (4) | 3    | (5) | 3   | 3    | 2     | 27 (32) |
| 4    | John Surtees            | AbP | 4     | 5    | 5   | 2    | 2   | Ab  | Ab   | Ab    | 19      |
| 5    | Dan Gurney              | Ab  | Ab    | NS   | 1   | 9    | 3P  | 13  | 5    |       | 15      |
| 6    | Phil Hill               | 3   | 2     | 3    |     | Ab   | Ab  | 11  | NS   |       | 14      |
| 7    | Tony Maggs              | 5   | Ab    | Ab   | 2   | 6    | 9   | 7   | 7    | 3     | 13      |
| 8    | Richie Ginther          | Ab  | Ab    | Ab   | 3   | 13   | 8   | 2   | Ab   | 7     | 10      |
| 9    | Jack Brabham            | Ab  | 8     | 6    | Ab  | 5    | Ab  |     | 4    | 4     | 9       |
| 10   | Trevor Taylor           | 2   | Ab    | Ab   | 8   | 8    | Ab  | Ab  | 12   | Ab    | 6       |
| 11   | Giancarlo Baghetti      | 4   |       | Ab   |     |      | 10  | 5   |      |       | 5       |
| 12   | Lorenzo Bandini         |     | 3     |      |     |      | Ab  | 8   |      |       | 4       |
| 13   | Ricardo Rodríguez       | Ab  | NS    | 4    |     |      | 6   | 14  |      |       | 4       |
| 14   | Willy Mairesse          |     | 7     | Ab   |     |      |     | 4   |      |       | 3       |
| 15   | Jo Bonnier              | 7   | 5     |      | 10  | Ab   | 7   | 6   | 13   |       | 3       |
| 16   | Innes Ireland           | Ab  | Ab    | Ab   | Ab  | 16   |     | Ab  | 8    | 5     | 2       |
| 17   | Carel Godin de Beaufort | 6   | NSC   | 7    | 6   | 14   | 13  | 10  | Ab   | 11    | 2       |
| 18   | Masten Gregory          | Ab  | NSC   | Ab   | Ab  | 7    |     | 12  | 6    |       | 1       |
| 19   | Neville Lederle         |     |       |      |     |      |     |     |      | 6     | 1       |
| —    | Maurice Trintignant     |     | Ab    | 8    | 7   |      | Ab  | Ab  | Ab   |       | 0       |
| —    | Jackie Lewis            | 8   | NSC   |      | Ab  | 10   | Ab  |     |      |       | 0       |
| —    | John Love               |     |       |      |     |      |     |     |      | 8     | 0       |
| —    | Nino Vaccarella         |     | NSC   |      |     |      | 15  | 9   |      |       | 0       |
| —    | Lucien Bianchi          |     |       | 9    |     |      | 16  |     |      |       | 0       |
| —    | Roger Penske            |     |       |      |     |      |     |     | 9    |       | 0       |
| —    | Bruce Johnstone         |     |       |      |     |      |     |     |      | 9     | 0       |
| —    | Jo Siffert              |     | NSC   | 10   | Ab  |      | 12  | NSC |      |       | 0       |
| —    | Rob Schroeder           |     |       |      |     |      |     |     | 10   |       | 0       |
| —    | Ernie Pieterse          |     |       |      |     |      |     |     |      | 10    | 0       |
| —    | Ian Burgess             |     |       |      |     | 12   | 11  | NSC |      |       | 0       |
| —    | Tony Settember          |     |       |      |     | 11   |     | Ab  |      |       | 0       |
| —    | John Campbell-Jones     |     |       | 11   |     |      |     |     |      |       | 0       |
| —    | Hap Sharp               |     |       |      |     |      |     |     | 11   |       | 0       |
| —    | Heini Walter            |     |       |      |     |      | 14  |     |      |       | 0       |
| —    | Jay Chamberlain         |     |       |      |     | 15   | NSC | NSC |      |       | 0       |
| —    | Wolfgang Seidel         | NC  |       |      |     | Ab   | NSC |     |      |       | 0       |
| —    | Roy Salvadori           | Ab  | Ab    |      | Ab  | Ab   | Ab  | Ab  | NS   | Ab    | 0       |
| —    | Tony Shelly             |     |       |      |     | Ab   | NSC | NSC |      |       | 0       |
| —    | Keith Greene            |     |       |      |     | NS   | Ab  | NSC |      |       | 0       |
| —    | Ben Pon                 | Ab  |       |      |     |      |     |     |      |       | 0       |
| —    | Heinz Schiller          |     |       |      |     |      | Ab  |     |      |       | 0       |
| —    | Bernard Collomb         |     |       |      |     |      | Ab  |     |      |       | 0       |
| —    | Timmy Mayer             |     |       |      |     |      |     |     | Ab   |       | 0       |
| —    | Doug Serrurier          |     |       |      |     |      |     |     |      | Ab    | 0       |
| —    | Mike Harris             |     |       |      |     |      |     |     |      | Ab    | 0       |
| —    | Günther Seiffert        |     |       |      |     |      | NSC |     |      |       | 0       |
| —    | Gerry Ashmore           |     |       |      |     |      |     | NSC |      |       | 0       |
| —    | Ernesto Prinoth         |     |       |      |     |      |     | NSC |      |       | 0       |
| —    | Roberto Lippi           |     |       |      |     |      |     | NSC |      |       | 0       |
| —    | Nasif Estéfano          |     |       |      |     |      |     | NSC |      |       | 0       |
| —    | Jim Hall                |     |       |      |     |      |     |     | NS   |       | 0       |
| Poz. | Pilot                   | NLD | MCO   | BEL  | FRA | GBR  | DEU | ITA | USA  | ZAF   | Puncte  |

| Legendă      | Legendă                                            |
| Culoare      | Rezultat                                           |
| ------------ | -------------------------------------------------- |
| Auriu        | Câștigător                                         |
| Argintiu     | Locul 2                                            |
| Bronz        | Locul 3                                            |
| Verde        | Alte locuri care punctează                         |
| Albastru     | Alte locuri                                        |
| Albastru     | Nu s-a clasat, dar a terminat cursa (NC)           |
| Purpuriu     | A abandonat cursa (Ab)                             |
| Negru        | Descalificat (DSC)                                 |
| Alb          | Nu a luat startul (NS)                             |
| Roșu         | Nu s-a calificat (NSC)                             |
| Fără culoare | Retras înainte de calificări (Ret)                 |
| Fără culoare | Exclus (EX)                                        |
| Fără culoare | Nu a participat (celulă goală)                     |
| Adnotare     | Însemnătate                                        |
| P            | Pole position                                      |
| R            | Cel mai rapid tur                                  |
| (6)          | Rezultatul nu a fost luat în considerare pentru CM |
| 1            | A împărțit mașina cu unul sau mai mulți piloți     |

### Clasament Cupa Internațională pentru Constructorii de F1
Punctele au fost acordate pe o bază de 9–6–4–3–2–1 primilor șase clasați în fiecare cursă, dar numai primei mașini care a terminat pentru fiecare constructor. Doar cele mai bune cinci rezultate au fost luate în considerare pentru Cupa Internațională.
| Poz. | Constructor       | NLD | MCO | BEL | FRA | GBR | DEU | ITA | USA | ZAF | Puncte  |
| ---- | ----------------- | --- | --- | --- | --- | --- | --- | --- | --- | --- | ------- |
| 1    | BRM               | 1   | (6) | 2   | (3) | (4) | 1   | 1   | (2) | 1   | 42 (56) |
| 2    | Lotus-Climax      | 2   | 8   | 1   | 7   | 1   | 4   | 9   | 1   | (5) | 36 (38) |
| 3    | Cooper-Climax     | (5) | 1   | Ab  | 2   | 3   | (5) | 3   | (3) | 2   | 29 (37) |
| 4    | Lola-Climax       | Ab  | 4   | 5   | 5   | 2   | 2   | Ab  | Ab  | Ab  | 19      |
| 5    | Porsche           | 6   | 5   | 7   | 1   | 9   | 3   | (6) | 5   | 11  | 18 (19) |
| 6    | Ferrari           | 3   | 2   | 3   |     | Ab  | 6   | 4   |     |     | 18      |
| 7    | Brabham-Climax    |     |     |     |     |     | Ab  |     | 4   | 4   | 6       |
| 8    | Lotus-BRM         |     | NSC | Ab  | Ab  | Ab  | Ab  | 12  | 6   |     | 1       |
| —    | Emeryson-Climax   | NC  |     |     |     | 11  |     | Ab  |     |     | 0       |
| —    | ENB-Maserati      |     |     |     |     |     | 16  |     |     |     | 0       |
| —    | Gilby-BRM         |     |     |     |     |     | Ab  | NSC |     |     | 0       |
| —    | LDS-Alfa Romeo    |     |     |     |     |     |     |     |     | Ab  | 0       |
| —    | Cooper-Alfa Romeo |     |     |     |     |     |     |     |     | Ab  | 0       |
| —    | De Tomaso         |     |     |     |     |     |     | NSC |     |     | 0       |
| —    | De Tomaso-OSCA    |     |     |     |     |     |     | NSC |     |     | 0       |
| Poz. | Constructor       | NLD | MCO | BEL | FRA | GBR | DEU | ITA | USA | ZAF | Puncte  |

## Curse non-campionat
Alte 20 de curse care nu au contat pentru Campionatul Mondial al Piloților sau Cupa Internațională pentru Constructorii de F1 au fost organizate pentru mașinile de Formula 1 în timpul sezonului.
| Numele cursei                    | Circuit           | Data         | Pilotul câștigător      | Constructor   |
| -------------------------------- | ----------------- | ------------ | ----------------------- | ------------- |
| Cape Grand Prix V                | Killarney         | 2 ianuarie   | Trevor Taylor           | Lotus-Climax  |
| Marele Premiu de la Bruxelles IV | Heysel            | 1 aprilie    | Willy Mairesse          | Ferrari       |
| Trofeul Lombank III              | Snetterton        | 14 aprilie   | Jim Clark               | Lotus-Climax  |
| Cupa Lavant XIV                  | Goodwood          | 23 aprilie   | Bruce McLaren           | Cooper-Climax |
| Trofeul Glover X                 | Goodwood          | 23 aprilie   | Graham Hill             | BRM           |
| Pau Grand Prix XXII              | Pau               | 23 aprilie   | Maurice Trintignant     | Lotus-Climax  |
| Aintree 200 VII                  | Aintree           | 28 aprilie   | Jim Clark               | Lotus-Climax  |
| Trofeul Internațional BRDC XV    | Silverstone       | 12 mai       | Graham Hill             | BRM           |
| Marele Premiu de la Napoli XX    | Napoli            | 20 mai       | Willy Mairesse          | Ferrari       |
| International 2000 Guineas I     | Mallory Park      | 11 iunie     | John Surtees            | Lola-Climax   |
| Trofeul Crystal Palace XIII      | Crystal Palace    | 11 iunie     | Innes Ireland           | Lotus-BRM     |
| Grand Prix de Reims III          | Reims             | 1 iulie      | Bruce McLaren           | Cooper-Climax |
| Solitude Grand Prix XII          | Solitudering      | 15 iulie     | Dan Gurney              | Porsche       |
| Kanonloppet VIII                 | Karlskoga         | 12 August    | Masten Gregory          | Lotus-BRM     |
| Marele Premiu al Mediteranei I   | Enna-Pergusa      | 19 august    | Lorenzo Bandini         | Ferrari       |
| Marele Premiu al Danemarcei III  | Roskilde Ring     | 25–26 august | Jack Brabham            | Lotus-Climax  |
| Cupa de Aur IX                   | Oulton Park       | 1 septembrie | Jim Clark               | Lotus-Climax  |
| Marele Premiu al Mexicului I     | Magdalena Mixhuca | 4 noiembrie  | Jim Clark Trevor Taylor | Lotus-Climax  |
| Rand Grand Prix V                | Kyalami           | 15 decembrie | Jim Clark               | Lotus-Climax  |
| Natal Grand Prix II              | Westmead          | 22 decembrie | Trevor Taylor           | Lotus-Climax  |